# 北海道道141号樽前錦岡線
北海道道141号樽前錦岡線（ほっかいどうどう141ごう たるまえにしきおかせん）は、北海道千歳市と苫小牧市を結ぶ道道（主要地方道）である。

## 概要
樽前山登山道に接続。
苫小牧市丸山1002林班 - 錦岡482番9の間は、11月中旬 - 4月下旬まで冬期通行止め。

### 路線データ
- 起点：北海道千歳市モラップ（国道276号交点）
- 終点：北海道苫小牧市字錦岡（国道36号交点）
- 総延長：20.085 km
- 実延長：20.046 km
- 重用延長：0.039 km

### 道路管理者
- 空知総合振興局 札幌建設管理部 千歳出張所
- 胆振総合振興局 室蘭建設管理部 苫小牧出張所

## 歴史
- 1993年（平成5年）5月11日 - 建設省から、道道樽前錦岡停車場線の一部が樽前錦岡線として主要地方道に指定される[1]。
- 1994年（平成6年）
  - 4月1日 - 1104号として路線認定[2]。北海道道533号樽前錦岡停車場線は同日付けで廃止[3]。
  - 10月1日 - 路線番号を141号に変更[4]。

この路線のルーツは樽前錦岡停車場線（路線番号533）で、前記路線を廃止し、区間を短縮して新たに認定したものである。

## 地理

### 通過する自治体
- 石狩振興局
  - 千歳市
- 胆振総合振興局
  - 苫小牧市

起点付近では千歳市・苫小牧市境界上を通ることから、何度も境界を乗り越える。

### 交差する道路
千歳市
- 国道276号 - モラップ（起点）

苫小牧市
- 道央自動車道 苫小牧西IC - 錦岡
- 北海道道781号苫小牧環状線 - 澄川町4丁目・ときわ町3丁目・美原町3丁目・のぞみ町1丁目交差点
- 国道36号 - 字錦岡 （終点）